# Astragalus anxius
Astragalus anxius là một loài thực vật có hoa trong họ Đậu. Loài này được Meinke & Kaye miêu tả khoa học đầu tiên.